# Кармелюк (мінісеріал, 1986)
«Кармелюк» (рос. Кармелюк) — радянський біографічний 5-серійний мінісеріал знятий на кіностудії ім. Олександра Довженка 1985 року режисером Григорієм Коханом.
Серіал оповідає історію ватажка українського селянського руху на Поділлі в 1813—1835 років Устима Кармелюка.

## Синопсис
Кріпак Кармелюк вбиває жорстокого керуючого свого пана і біжить у ліси. Згодом він стає ватажком селянського повстання за свободу на території Поділля, проти поміщиків і польської шляхти…

## У ролях
- Іван Гаврилюк — Устим Кармелюк
- Наталя Сумська — Марія Кармелюк
- Олександр Балуєв —  Іван, друг і соратник Устима Кармелюка
- Борислав Брондуков —  Данило
- Олександр Голобородько —  Герман Анатолійович, командир уланського полку
- Вадим Медведєв —  Пігловський
- Степан Старчиков —  Кирило
- Ромуальдас Раманаускас —  Алоїз Пігловський
- Людмила Сосюра —  Анна Хойченко, поміщиця
- Олександр Вокач —  пан Хойченко, поміщик
- Людмила Єфименко —  Анастасія Маршаленко, поміщиця
- Ернст Романов —  Григорій Тимофійович Маршаленко, поміщик
- Юрій Сатаров —  Говоров, поміщик
- Михайло Горносталь —  вахмістр
- Олег Комаров —  Юзек, економ
- Микола Козленко —  дід
- Раїса Недашківська —  вдова
- Антон Трошин —  Івасик, старший син Кармелюка
- Ада Роговцева —  Ольга Тимофіївна
- Всеволод Шиловський —  Тропінін, художник
- Костянтин Степанков —  Йосип, шинкар
- Віктор Гермак — Рутковський, поміщик, схопив Кармелюка